# Giustizia e Libertà

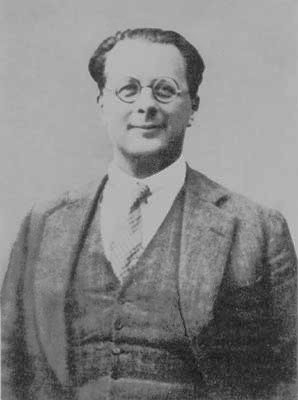
Carlo Rosselli, figura destacada del movimiento Giustizia e Libertà

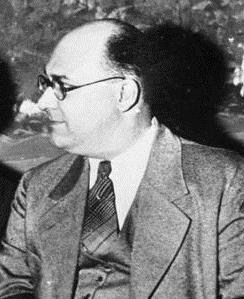
Gaetano Salvemini, maestro de Rosselli

Giustizia e Libertà ( tdl. ‘Justicia y Libertad’) fue un movimiento político liberal-socialista fundado en París en agosto de 1929 por un grupo de exiliados italianos antifascistas, entre los que surgió como referente Carlo Rosselli.
El movimiento era variado en cuanto a las inclinaciones políticas y los orígenes de sus miembros, pero compartía el deseo de organizar una oposición activa y efectiva al fascismo, en contraste con la actitud de los viejos partidos antifascistas, que eran considerados débiles y derrotistas.
El movimiento Giustizia e Libertà también jugó un papel muy importante en la información y sensibilización de la opinión pública internacional, revelando la realidad de la Italia fascista que se escondía detrás de la propaganda del régimen, en particular gracias a la acción de Gaetano Salvemini, que había sido la inspiración del grupo y el maestro de Rosselli.

## La Fundación de Giustizia e Libertà
A finales de 1926, Carlo Rosselli, antifascista y miembro del Partido Socialista Unido (PSU) de Filippo Turati y Giacomo Matteotti, alumno del liberal-socialista Gaetano Salvemini, fue arrestado y llevado primero a la prisión de Carrara y luego a la de Como .
En diciembre de 1926 fue condenado a cinco años de prisión que debía cumplir en Lipari . Intentó escapar varias veces, sin éxito. Sólo el 27 de julio de 1929, a bordo de una lancha, junto a sus compañeros de exilio Francesco Fausto Nitti y Emilio Lussu (abogado y líder del Partido de Acción Sardo ), logró la hazaña y, el 1 de agosto, vía Marsella, llegó a París.
Rosselli y Lussu se trasladaron al Hôtel du Nord de Champagne, en Montmartre; donde nació el movimiento Giustizia e Libertà, gracias también a la contribución de otros exiliados antifascistas, entre ellos el propio Salvemini, residente en Saint-Germain-en-Laye en casa del periodista Alberto Tarchiani . El símbolo del movimiento -una llama con las iniciales G y L en el centro- fue diseñado por Gioacchino Dolci, otro exiliado que había participado en la organización de la fuga de Rosselli de Lipari . Además de los exiliados mencionados, también se unieron al nuevo movimiento Alberto Cianca, Raffaele Rossetti, Francesco Fausto y Vincenzo Nitti . Los triunviros encargados de dirigir el movimiento fueron Carlo Rosselli, Emilio Lussu y Alberto Tarchiani.
Giustizia e Libertà no nació como partido, sino como un movimiento revolucionario e insurreccional capaz de unir a todas las formaciones no comunistas que pretendían luchar y acabar con el régimen fascista, apoyándose en la tendencia republicana. Así se inauguró el primer número de la revista que edita el grupo:

Provenienti da diverse correnti politiche, archiviamo per ora le tessere dei partiti e fondiamo un'unità di azione. Movimento rivoluzionario, non partito, "Giustizia e libertà" è il nome e il simbolo. Repubblicani, socialisti e democratici, ci battiamo per la libertà, per la repubblica, per la giustizia sociale. Non siamo più tre espressioni differenti ma un trinomio inscindibile.
Procedentes de distintas corrientes políticas, archivamos por ahora los carnés de afiliación a los partidos y encontramos una unidad de acción. Movimiento revolucionario, no partido, “Justicia y Libertad” es el nombre y el símbolo. Republicanos, socialistas y demócratas, luchamos por la libertad, por la república, por la justicia social. Ya no somos tres expresiones diferentes, sino un trinomio inseparable.

## Objetivos y programas

Francesco Fausto Nitti

El objetivo de "Giustizia e Libertà" era por tanto preparar las condiciones para una revolución antifascista en Italia que no se limitara a restaurar el antiguo orden liberal, sino que fuera capaz de crear un modelo avanzado de democracia acorde con los tiempos, abierto a los ideales de justicia social, sabiendo insertarse en la realidad nacional y en particular recogiendo el legado del Risorgimento . Retomando las ideas de Piero Gobetti, con quien había colaborado, Rosselli consideró al fascismo una manifestación de los antiguos males de la sociedad italiana y por ello propuso no sólo erradicar el régimen de Mussolini, sino también eliminar las condiciones políticas, sociales, económicas y culturales que lo habían hecho posible.
El lema, acuñado por Lussu, fue "¡Alzarse! ¡Reemerger!"  y además - como afirma el primer boletín mensual de GL - "no vencerán en un día, pero vencerán": aunque no todos serán testigos directos de esta victoria, lo será la Italia republicana.
En 1930 Carlo Rosselli publicó en París, en la Librairie Valois, el texto teórico del movimiento, Socialisme Liberal, escrito el año anterior en Lipari; El texto fue reimpreso por primera vez en Italia en 1945, editado por Aldo Garosci . Según Norberto Bobbio, las intenciones y conclusiones a las que quiere llegar Carlo Rosselli son, en primer lugar, la necesidad de una "ruptura entre marxismo y socialismo " y, por tanto, la posibilidad de ser socialistas sin ser marxistas. Si el socialismo había sido considerado, de manera peculiar por el movimiento obrero italiano, inseparable del sistema marxista, había llegado el momento de reconsiderar su papel a la luz de una posible compatibilidad con el liberalismo :

Il socialismo inteso come ideale di libertà non per pochi ma per i più, non solo non è incompatibile con il liberalismo, ma ne è teoricamente la logica conclusione, praticamente e storicamente la continuazione. Il marxismo, e ancora una volta bisogna intendere per marxismo una visione rigorosamente deterministica della storia, ha condotto il movimento operaio a subire l'iniziativa dell'avversario, e una sconfitta senza precedenti.
El socialismo entendido como ideal de libertad no para unos pocos sino para muchos, no sólo no es incompatible con el liberalismo, sino que es teóricamente su conclusión lógica, y práctica e históricamente su continuación. El marxismo, y una vez más el marxismo debe entenderse como una visión rigurosamente determinista de la historia, ha llevado al movimiento obrero a sufrir una derrota sin precedentes.
Carlo Rosselli.

En una carta a Garosci, Gaetano Salvemini, por el contrario, criticó sin reservas el socialismo liberal de Rosselli y no dudó en definirlo como «la erupción volcánica de un joven entusiasta y no una obra crítica, equilibrada y sustancial en la que se encapsulara una idea fundamental: la búsqueda de un socialismo que hiciera suya la doctrina liberal y no la repudiara ni asumiera una posición indiferente o equívoca hacia ella».

## GL y la Concentración Antifascista

Ernesto Rossi

Tras la fusión del partido del que provenía Rosselli, el PSULI de Turati, Treves y Saragat, en el Partido Socialista Italiano de Pietro Nenni (julio de 1930 ), Giustizia e Libertà empezó a tomar forma como un verdadero partido político . En esta perspectiva, Rosselli firmó un acuerdo con el Partido Socialista que reconocía en GL "el movimiento unitario de la acción revolucionaria en Italia". En octubre de 1931, este acuerdo se extendió a la Concentración Antifascista, una asociación de partidos antifascistas de la que también formaba parte el Partido Republicano Italiano . Esto sancionó la entrada de Giustizia e Libertà en la "Concentración" y su inclusión en el comité ejecutivo de la organización, compuesto por tres elementos representantes del PSI, el PRI y el GL, elegidos de común acuerdo. La Concentración Antifascista parecía así constituirse como una asociación de tres fuerzas políticas autónomas e iguales.
El acuerdo entre las tres formaciones políticas estuvo, sin embargo, pronto marcado por numerosos desencuentros: socialistas y republicanos criticaron el programa publicado por Rosselli en el primer número del semanario Giustizia e Libertà como una "invasión de campo", juzgado como obrerista y jacobino . Además, el hecho de que el Partido Socialista estuviera avanzando hacia un acuerdo con el Partido Comunista no era bien visto por el PRI y el GL. Esto condujo, en mayo de 1934, a la disolución de la Concentración Antifascista.
Mientras tanto, otros grupos antifascistas vinculados a GL se habían formado clandestinamente en Italia, especialmente en Milán, donde se encontraban Ferruccio Parri, Riccardo Bauer y Umberto Ceva ; en Bérgamo, con Ernesto Rossi, en relación con el grupo milanés; en Turín, con Norberto Bobbio, Giulio Einaudi, Leone Ginzburg, Vittorio Foa, Carlo Levi, Cesare Pavese y Luigi Salvatorelli ; en Florencia, con Nello Traquandi ; en Roma, con Ugo y Achille Battaglia, Francesco Fancello y Vincenzo Torraca ; en Cerdeña, con Dino Giacobbe, Cesare Pintus y Michele Saba .
El grupo fue inmediatamente desarticulado tras ser delatados, lo que condujo al arresto (en diciembre de 1930) de Rossi, Bauer, Fancello, Traquandi, Parri, Torraca, Ceva y otros. En Turín en 1934 y mayo de 1935 Franco Antonicelli, Norberto Bobbio, Umberto Cosmo, Giulio Einaudi, Leone Ginzburg, Carlo Foà, Vittorio Foa, Michele Giua, Carlo Levi, Gino Levi, Piero Luzzati, Massimo Mila, Giulio Muggia, Cesare Pavese, Battistina Pizzardo, Luigi Salvatorelli, Sion Segre Amar y Gioele Solari fueron detenidos. Condenados, Rossi y Bauer cumplieron nueve años de prisión, luego conmutados por prisión de confinamiento, cumplidos en Ponza y Ventotene; Fancello y Traquandi: cinco años de prisión y cinco años de reclusión; Parri: dos en prisión y cinco en confinamiento.

## El papel de Giustizia e Libertà en la guerra civil española

Bandera de la Columna Italiana, también conocida como Centuria Giustizia e Libertà, que apoyó a los republicanos en la Guerra Civil Española.

En febrero de 1936, en España, después de un período de grandes dificultades políticas y sociales (movimientos revolucionarios duramente reprimidos, suspensión de las libertades civiles, dramáticas condiciones sociales de la población en el marco de un sistema económico todavía semifeudal), el Frente Popular (incluido el Partido Comunista de España, en aquel momento de extracción marxista y prosoviética) ganó las elecciones.
Las fuerzas nacionalistas y antibolcheviques, que veían en peligro los intereses de las clases dominantes y las tradiciones ancestrales españolas (incluidas las religiosas), pronto pasaron al contraataque: en julio los militares estacionados en Marruecos, dirigidos por el general Francisco Franco, llevaron a cabo un pronunciamiento ( golpe de estado militar) contra el gobierno republicano. Los militares, que esperaban una victoria fácil y corta, se encontraron con una resistencia popular masiva, que rápidamente logró detener el avance de las tropas rebeldes y reequilibrar la situación. Incluso una parte del propio ejército (marina y fuerza aérea) se puso del lado de la República .
Mientras los gobiernos democráticos permanecieron indiferentes, fueron los intelectuales y militantes antifascistas de toda Europa quienes se sintieron obligados a hacer su contribución a la lucha de los republicanos españoles. Giustizia e Libertà estuvieron inmediatamente en primer plano. Rosselli convocó rápidamente una reunión de grupos antifascistas para organizar una acción común. Sin embargo, al principio el Partido Comunista y el Partido Socialista decidieron no intervenir en España, para no crear problemas políticos al gobierno republicano. Así, Giustizia e Libertà decidió actuar de forma autónoma junto a otros grupos antifascistas más pequeños (socialistas maximalistas, anarquistas ) y, gracias a la disponibilidad de la CNT-FAI, el sindicato anarquista que organizaba la resistencia en Cataluña, se creó una Columna Italiana, compuesta mayoritariamente por anarquistas, pero abierta a antifascistas de todas las tendencias políticas y bajo el mando de Carlo Rosselli junto con Camillo Berneri. Los republicanos y Giellini se marcharon pronto y por iniciativa de Carlo Rosselli se formó el batallón Matteotti .

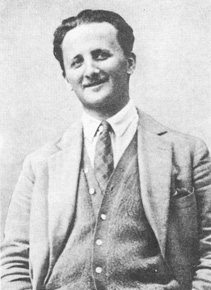
Nello Rosselli

Sólo más tarde, tras el apoyo de la URSS a los republicanos españoles y el nacimiento de las Brigadas Internacionales, los partidos comunista, socialista y republicano acordaron formar una legión unitaria, y el Matteotti fue incorporado al Batallón Garibaldi, que se convirtió en brigada y operó lejos de Cataluña. La formación de Rosselli se encontró aislada y, con la militarización de la resistencia popular, surgieron conflictos entre los anarquistas intransigentes, intolerantes a cualquier disciplina, y el propio Rosselli. Este último, que entretanto había enfermado, decidió abandonar España temporalmente para recibir tratamiento pero, el 9 de junio de 1937 en Bagnoles-de-l'Orne, poco después de su regreso a Francia, fue asesinado junto con su hermano Nello por sicarios de un grupo profascista francés de derecha.

## Justicia y libertad tras la muerte de los Rosselli

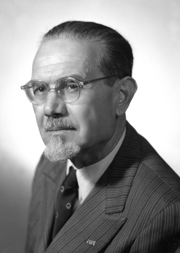
Emilio Lussu

Tras el asesinato de los hermanos Rosselli, el liderazgo del movimiento fue asumido por Emilio Lussu, quien le dio a GL una fuerte impronta socialista. Esto provocó la disidencia y el desapego de numerosos miembros, entre ellos Alberto Tarchiani, que pasó a unirse a Randolfo Pacciardi en la dirección de la publicación republicana La Giovine Italia (1937). Giustizia e Libertà se vio aún más debilitada por la "diáspora" resultante de la amenaza de guerra de la Alemania nazi .
En septiembre de 1939 Salvemini, refugiado en Estados Unidos, fundó la Sociedad Mazzini, cuya presidencia asumió el periodista Max Ascoli . La nueva asociación pretendía contribuir a la orientación de la opinión pública estadounidense sobre la cuestión italiana, pero tenía una fuerte connotación republicana y democrática liberal .
Con la entrada de las tropas alemanas en Francia, casi todos los dirigentes buscaron refugio en otros lugares. Alberto Tarchiani se unió a Salvemini en Nueva York y asumió la secretaría de la Sociedad Mazzini. Paolo Vittorelli, refugiado en El Cairo, fundó la Giustizia e libertà-Egipto, que llevó a cabo una intensa actividad de propaganda dirigida sobre todo a los soldados italianos prisioneros de los británicos  . Lussu también se vio obligado a abandonar Francia en junio de 1940 para ir a Portugal y luego a Inglaterra .
En octubre de 1941, Silvio Trentin y Francesco Fausto Nitti firmaron, en nombre de GL, un acuerdo unitario con los comunistas y socialistas de Francia. Al mismo tiempo (1941), desde su confinamiento en Ventotene, Ernesto Rossi, junto al comunista disidente Altiero Spinelli y el socialista Eugenio Colorni, redactó el Manifiesto de Ventotene, el primer documento oficial que prefiguraba la institución de una Unión Europea federalista. En enero de 1942, en Estados Unidos, un grupo reunido en torno a Bruno Zevi fundó los "Quaderni Italiani", que se convirtieron en un lugar de debate sobre los temas del socialismo liberal .
Lussu regresó clandestinamente a Francia en julio de 1942 y se reunió con exponentes socialistas y comunistas para un pacto de unidad de acción de los partidos de izquierda italianos. El acuerdo se firmó el 3 de marzo de 1943 en Lyon y sentó las bases de un compromiso programático para constituir un Comité de Acción para la unidad del pueblo italiano, a cuyas decisiones estarían sujetos los militantes de los tres partidos.
Giustizia e Libertà se disolvió esencialmente con el progresivo regreso a Italia de sus militantes, después del 25 de julio de 1943, y su adhesión a otros partidos. En particular, Emilio Lussu regresó a Roma el 15 de agosto y fue inmediatamente incluido en los órganos superiores del Partido de Acción . Esta operación fue una decisión política precisa del grupo directivo de los accionistas, en particular de Ugo La Malfa.
Rossi se unió al P.d'A. después de una conferencia en Milán, celebrada entre el 27 y el 28 de agosto, mientras Spinelli esperaba algunos meses más (diciembre de 1943). Trentino llegó a Italia el 6 de septiembre y fue inmediatamente investido con el liderazgo veneciano del Partido de Acción.
El 29 de octubre de 1943, Emilio Lussu escribió al “centro sur del Partido de Acción” que el partido nunca colaboraría con Badoglio y la monarquía y que no se preocuparan por la desaparición de GL, porque “GL y PdA son la misma cosa y estaría fuera de lugar ahora plantear la cuestión de la denominación”.

## El legado político de Giustizia e Libertà

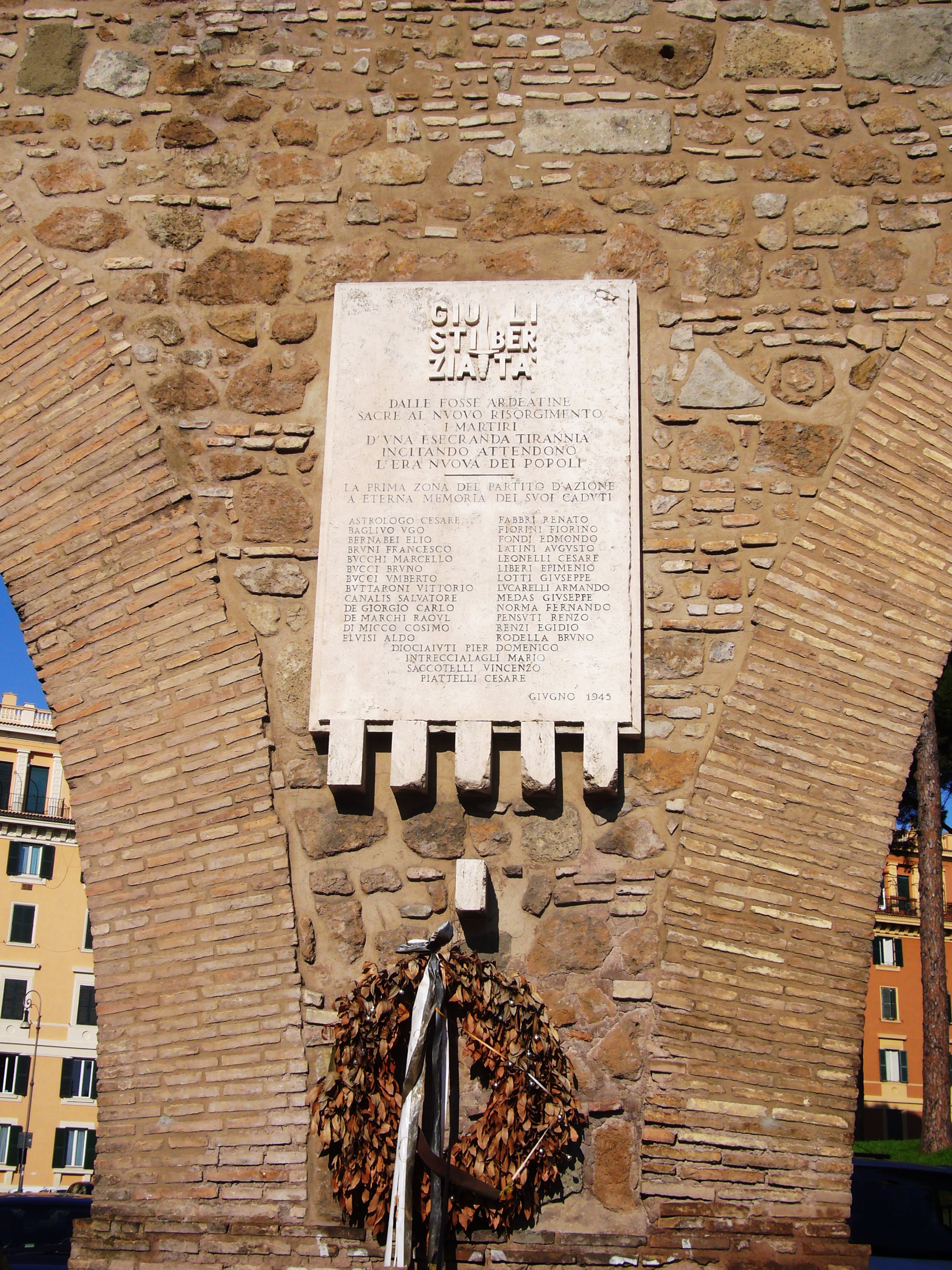
Memoria de los caídos de Giustizia e Libertà en las Fosas Ardeatinas del Passetto di Borgo

### El Partido de Acción y la Resistencia Italiana
En Italia, un grupo de opositores democráticos todavía en libertad sintió la necesidad de formar una nueva entidad política. El 4 de junio de 1942, en la casa romana de Federico Comandini, se formó clandestinamente el Partido de Acción. La nueva formación estaba formada, en particular, por personalidades republicanas de extracción liberal democrática, como Ugo La Malfa, Adolfo Tino y Mario Bracci, junto a personalidades del mundo progresista y radical como Guido Dorso, Tommaso Fiore, Luigi Salvatorelli, Adolfo Omodeo y los socialistas liberales Guido Calogero, Norberto Bobbio y Tristano Codignola . El desarrollo político de esta última se había desarrollado de forma completamente independiente del de Giustizia e Libertà.
Los giellistas (miembros de Giustizia e Libertà) se unieron gradualmente al nuevo partido, que, a partir del 8 de septiembre de 1943, representó la organización a la que se referían los combatientes partisanos de las Brigadas de Justicia y Libertad. Además de Lussu, Rossi y Trentin, se sumaron al Pd'A también Alberto Tarchiani y Alberto Cianca (por citar sólo los principales exponentes).
El Partido de Acción logró presentarse como un partido que luchaba por un cambio radical en la sociedad italiana, rompiendo intransigentemente con el fascismo y también con la Italia prefascista, oponiéndose así a los liberales; por una sociedad laica y secularizada, oponiéndose a la Democracia Cristiana; por una sociedad democrática y progresista, pero pluralista y con sistemas políticos liberales, oponiéndose a los comunistas, todavía firmemente ligados a la Unión Soviética. Por estas razones distintivas logró reunir un amplio consenso entre las personas ansiosas de luchar contra el nazismo, aunque sin embargo se caracterizó como un movimiento más bien elitista.
Durante la guerra partisana, el Partido de Acción participó activamente en la organización de formaciones partisanas, entre las que se recuerdan las brigadas de Justicia y Libertad . Numéricamente, las formaciones GL (llamadas "giellines" o "giellistas") ocupaban el segundo lugar después de las "garibaldinas", vinculadas al Partido Comunista. Los partisanos giellistas podían reconocerse por sus pañuelos verdes. Entre ellos - todos ellos miembros del Partido de Acción - podemos recordar a Ferruccio Parri, nombrado por el Comité de Liberación Nacional (CLN) como único comandante militar de la Resistencia, Antonio Giuriolo y Riccardo Lombardi, nombrado en 1945 prefecto de Milán por el CLN del Norte de Italia (CLNAI).

### La disolución del Partido de Acción
El Partido de Acción, fundado en 1942, fue el principal heredero del movimiento GL pero, en el período inmediatamente posterior a la guerra, se dividió en dos corrientes: una socialista, liderada por Emilio Lussu, y otra liberal-democrática, liderada por Ugo La Malfa. Riccardo Lombardi y Vittorio Foa intentaron en vano organizar una tercera corriente que actuase como puente entre las dos alas extremas  . La división interna resultó irreparable: después de que la minoría liberal democrática ya se hubiera unido al Partido Republicano Italiano, el 20 de octubre de 1947 la mayoría socialista se fusionó con el Partido Socialista Italiano y el PdA se disolvió.

### La experiencia dela Unidad Popular
Un componente minoritario del Partido de Acción ( Piero Calamandrei, Tristano Codignola, Aldo Garosci, Paolo Vittorelli) no se unió al Partido Socialista Italiano y, en el momento de la disolución del partido, formó el movimiento "Azione Socialista Giustizia e Libertà" que mantuvo la propiedad del periódico L'Italia Socialista (antes: L'Italia libera), con Garosci como director. "Azione Socialista Giustizia e Libertà", el 8 de febrero de 1948, en Milán, dio vida, pues, a la Unión de Socialistas, junto a algunos ex independientes Giellinis. La Unión de Socialistas participó en las elecciones generales de 1948 como parte de la coalición Unidad Socialista, junto con el PSLI . El 31 de enero de 1949 se fusionó oficialmente con el PSLI que, en esta ocasión, cambió su nombre a PSDI.
Posteriormente, el 1 de febrero de 1953, el antiguo componente accionarial del grupo de Calamandrei y Codignola también abandonó el PSDI y formó Autonomia Socialista, instalándose en la antigua sede florentina del suprimido movimiento “Azione Socialista Giustizia e Libertà”. Mientras tanto, el 18 de enero de 1953, el escritor Carlo Cassola refundó oficialmente Giustizia e Libertà, pero el nuevo movimiento se disolvió después de sólo tres meses. De hecho, el 18 de abril de 1953, en vista de las elecciones políticas de 1953, se formó el movimiento Unità Popolare, con el objetivo de revocar la llamada ley electoral "fraudulenta" aprobada por el gobierno de De Gasperi . Al nuevo movimiento se sumaron tanto el partido Autonomía Socialista de Calamandrei como Giustizia e Libertà de Carlo Cassola, así como un grupo de disidentes de izquierda del PRI (Unión del Renacimiento Republicano), liderado por Oliviero Zuccarini  y al que posteriormente se unió Ferruccio Parri.
También se incorporaron a la Unità Popolare ex accionistas e intelectuales como Leopoldo Piccardi, Federico Comandini, Giuliano Vassalli y Carlo Levi ; El movimiento también contó con el apoyo de Adriano Olivetti y su Movimento Comunità, de Carlo Bo, Norberto Bobbio, Mario Soldati y Leo Valiani . Sin embargo, al no haber conseguido la mayoría favorable a los ganadores (la DC y sus aliados centristas) por un puñado de votos, la agrupación no logró proponerse como centro de coagulación de un socialismo democrático de inspiración no marxista. Después de que el ala liberal democrática (Piccardi, Valiani) se uniera al recién formado Partido Radical, en 1957 el movimiento votó, por mayoría, por su disolución y su fusión en el Partido Socialista Italiano . Entre los que están en contra: Oliviero Zuccarini regresó al PRI y Aldo Garosci abandonó temporalmente la política.

### El GrupoMundialy el Partido Radical
Las luchas laicas, antimonopolistas y antiautoritarias llevadas a cabo por Il Mondo, dirigido por Mario Pannunzio, llevaron en 1955 a la creación del Partido Radical, que incluyó entre sus fundadores a numerosos militantes de extracción giellista y accionarista, entre los que se destacaron Ernesto Rossi y Leo Valiani. Esta experiencia, entre las más innovadoras del panorama político italiano, entró en crisis a principios de los años sesenta, debido a la dura oposición a raíz del "caso Piccardi" entre el ala de origen accionarial (representada por Ernesto Rossi) y el ala de origen liberal (liderada por el propio Pannunzio), que dejó una larga estela de resentimiento personal.
Posteriormente, personalidades individuales, dentro y fuera de los partidos, en los sindicatos, en las asociaciones y en las columnas de los principales periódicos italianos, retomaron y relanzaron algunos temas queridos para este ámbito político: los fundamentos de la democracia, la defensa de la Constitución, el carácter laico de las instituciones republicanas, el desarrollo de una fuerte ética pública. Pensemos, por ejemplo, en Vittorio Foa, Norberto Bobbio, Alessandro Galante Garrone, Leo Valiani, Giorgio Bocca.

### Otros movimientos que se vinculan conGiustizia e Libertà
Sólo a partir de los años 90 se intentó restablecer las relaciones dentro de la diáspora giellista y accionista, primero con la constitución, en 1993, del Movimiento de Acción Giustizia e Libertà  (del cual Aldo Garosci fue llamado a la presidencia), más tarde con la constitución de la Federación Nacional de clubes Giustizia e Libertà, cuyo presidente y coordinador Vittorio Cimiotta fue sucedido por el abogado Antonio Caputo, ex defensor cívico de la Región Piamonte. Esta última es una "asociación de asociaciones" (liderada por el histórico Círculo "Giustizia e Libertà" fundado en Roma en 1948 y otros movimientos presentes en Italia) sin ningún fin partidista, sino exclusivamente para el estudio y la difusión del patrimonio ideal, cultural y político de GL y de la Pda. En estos temas colaboró con fundaciones, institutos históricos, archivos y asociaciones con este interés común. Los colores actuales del símbolo GL son rojo y negro, atribuibles al movimiento libertario.
En Turín, en 1993, se fundó el Movimento d'Azione Giustizia e Libertà (con fines políticos atribuibles a partidos de izquierda), bajo la égida cultural de Alessandro Galante Garrone y Guido Fubini, que lo presidió hasta su muerte. Antonio Caputo es presidente desde 2010; ha organizado y coorganiza eventos importantes, como la manifestación del 29 de abril de 2001 en el Cine Eliseo de Turín, que fue una oportunidad para difundir el llamamiento de Bobbio, Galante Garrone, Sylos Labini, Pizzorusso, para derrotar con el voto la llamada "casa de la libertad"; Palavobis en 2002, "si no ahora, cuándo" en 2011.

## Personas relacionadas con Giustizia e Libertà
Inspiradores ideales, exponentes destacados del Movimiento y de las formaciones partidistas GL o Partido de Acción:
- Pilo Albertelli
- Franco Antonicelli
- Antonio Armino
- Max Ascoli
- Ugo Baglivo
- Vincenzo Baldazzi
- Luigi Battisti
- Riccardo Bauer
- Libero Battistelli
- Enzo Biagi
- Dante Livio Bianco
- Norberto Bobbio
- Giorgio Bocca
- Luciano Bolis
- Paolo Braccini
- Ferdinando Burlando
- Ugo Buzzolan
- Andrea Caffi
- Piero Calamandrei
- Umberto Calosso
- Antonio Canepa

- Vincenzo Cavallari

- Vindice Cavallera
- Bianca Ceva
- Umberto Ceva
- Nicola Chiaromonte
- Vincenzo Ciaffi
- Alberto Cianca
- Franco Colombo
- Alfredo Contri
- Vittorio De Caprariis
- Attilio De Feo
- Vero Del Carpio
- Gioacchino Dolci
- Aldo Eluisi
- Vittorio Bodini

- Ugo Procacci

- Adriano Bet
- Mario Merz
- Oriana Fallaci
- Vittorio Foa
- Francesco Fancello
- Guido Fubini
- Alessandro Galante Garrone
- Carlo Galante Garrone
- Tancredi Duccio Galimberti
- Aldo Garosci
- Marcello Garosi
- Ludovico Geymonat
- Dino Giacobbe
- Leone Ginzburg
- Michele Giua
- Renzo Giua
- Vittorio Mario Giuliani
- Antonio Giuriolo
- Piero Gobetti
- Ada Gobetti
- Enzo Ianni
- Gennaro Inserviente

- Ugo La Malfa

- Alessandro Levi
- Carlo Levi
- Primo Levi
- Riccardo Lombardi
- Emilio Lussu
- Joyce Lussu
- Piero Luzzati
- Francesco Martella
- Renato Mazzolani
- Luigi Meneghello
- Massimo Mila
- Eugenio Montale
- Umberto Morra di Lavriano
- Giulio Muggia
- Francesco Fausto Nitti
- Adriano Olivetti
- Massimo Ottolenghi
- Italo Oxilia
- Gaetano Parmeggiani
- Ferruccio Parri

- Cesare Pavese
- Aurelio Peccei
- Cesare Pintus
- Alfredo Pizzoni
- Carlo Ludovico Ragghianti
- Egidio Renzi
- Nuto Revelli
- Lalla Romano
- Carlo Rosselli
- Nello Rosselli
- Ernesto Rossi
- Manlio Rossi-Doria
- Michele Saba
- Max Salvadori
- Gaetano Salvemini
- Stefano Siglienti
- Giovanni Sissa
- Paolo Spriano
- Bruna Talluri
- Alberto Tarchiani
- Lorenzino Tornabuoni

- Gino Tozzi
- Bruno Trentin
- Silvio Trentin
- Leo Valiani
- Bruno Vasari
- Franco Venturi
- Aldo Visalberghi
- Paolo Battino Vittorelli
- Andrea Zanzotto
- Giuseppe Zuddas
- Mario Spinetti
- Giovanni Pagani
- Luigi Cavalieri

## Entradas relacionadas
- Brigadas de Justicia y Libertad
- Partido de Acción
- Partido de Acción (1853-1867)
- Carlos Rosselli
- Columna italiana
- Partido Socialista Unido (1922)
- Republicanismo
- Socialismo liberal
- Unión Nacional (Italia)